# Nycticebus kayan
Nycticebus kayan là một loài linh trưởng strepsirrhine bản địa Borneo ở Indonesia. Rachel Munds, một nhà khoa học của Đại học Missouri Columbia, cùng hai đồng nghiệp phát hiện chúng. Loài này được đặt danh pháp lần đầu vào năm 2012.
Phạm vi phân bố của chúng ở Đông Nam Á, Bangladesh, tỉnh Vân Nam của Trung Quốc, đảo Borneo. Nhóm của Munds nhận ra Nycticebus kayan là loài mới nhờ quan sát những đặc điểm trên mặt chúng - chẳng hạn như dải lông sẫm màu bao quanh mắt của chúng. Chiều dài thân của chúng vào khoảng 27 cm, còn khối lượng khoảng hơn 400 g.
Chúng có nộc độc trong miệng.